# Lotta libera ai Giochi della XXX Olimpiade - 55 kg femminile
La categoria 55 kg è stata la seconda categoria femminile di peso per la lotta libera ai Giochi della XXX Olimpiade; la gara si è svolta il 9 agosto 2012. Ha visto la partecipazione di 19 atlete in rappresentanza di altrettanti paesi.

## Formato
L'evento si svolge con la formula dell'eliminazione diretta, che determina i vincitori delle medaglie d'oro e d'argento. Gli atleti sconfitti dai due finalisti competono tra di loro in due tornei di ripescaggio paralleli; i vincitori di questi ottengono il bronzo.

## Programma
| Data          | Ora (BST/UTC+1) | Turno             |
| ------------- | --------------- | ----------------- |
| 9 agosto 2012 | 13:00           | Turno preliminare |
| 9 agosto 2012 | 13:25           | Ottavi di finale  |
| 9 agosto 2012 | 14:25           | Quarti di finale  |
| 9 agosto 2012 | 15:00           | Semifinali        |
| 9 agosto 2012 | 17:45           | Ripescaggi        |
| 9 agosto 2012 | 18:15           | Finale            |